# Starine
Starine is een plaats in de gemeente Štefanje in de Kroatische provincie Bjelovar-Bilogora. De plaats telt 104 inwoners (2001).